# Omaha
Omaha è un comune (city) degli Stati Uniti d'America e capoluogo della contea di Douglas nello Stato del Nebraska. La popolazione era di 486 051 persone al censimento del 2021, il che la rende la città più popolosa dello Stato e la quarantatreesima città più popolosa del paese.

## Geografia fisica
Omaha è situata sulla sponda destra del fiume Missouri; il corso d'acqua segna il confine con lo Stato dell'Iowa. Sulla riva opposta sorge la città di Council Bluffs.
Secondo l'Ufficio del censimento, ha un'area totale di 130,58 miglia quadrate (338,20 km²).

## Storia
Posta a monte della confluenza del fiume Platte nel Missouri, punto assai strategico e luogo di partenza delle piste per l'Oregon, la città di Omaha sorse col passaggio del territorio corrispondente al Nebraska centrale dal dominio dei nativi Omaha a quello dei bianchi.
Nel 1854 iniziarono a sorgere le prime abitazioni e molti coloni vi si trasferirono favoriti dagli speculatori. Presto la città crebbe e nel quartiere centrale si aprirono grandi alberghi, chiese e sinagoghe. La città venne incorporata il 2 febbraio 1857. Nel 1868 l'esercito costruì nei pressi della città il Fort Omaha. Nel 1863 cominciarono i lavori della costruzione della Union Pacific che avrebbe permesso di collegare Omaha con la California.
Nel frattempo la popolazione della città cresceva sempre più e ai margini sorgevano zone come Little Italy, Little Bohemia e Greek Town abitate da europei, afroamericani ed ebrei. Si verificarono spesso linciaggi nei confronti degli afroamericani. Erano molto diffuse bische e bordelli e spesso scoppiavano tumulti, a volte anche tra comunità di diversa nazionalità. Nel 1913 la città venne semidistrutta da un tremendo tornado che rase completamente al suolo il quartiere afroamericano.
Il 7 giugno 2011 la centrale nucleare di Fort Calhoun, a 20 km da Omaha, ha subito un'esondazione del Missouri e una perdita di raffreddamento di uno dei due reattori, che ha portato la Aviation Agency a dar vita a una no-fly zone sull'area.

## Società

### Evoluzione demografica
Secondo il censimento del 2017, la popolazione della città ammonta a 466 958 abitanti.

### Etnie e minoranze straniere
Secondo il censimento del 2010, la composizione etnica della città era formata dal 73,1% di bianchi, il 13,7% di afroamericani, lo 0,8% di nativi americani, il 2,4% di asiatici, lo 0,1% di oceaniani, il 6,9% di altre etnie, e il 3,0% di due o più etnie. Ispanici o latinos di qualunque etnia erano il 13,1% della popolazione.

## Cultura

### Media

#### Stampa
Il quotidiano della città è l'Omaha World-Herald, fondato nel 1885.

### Cucina
Uno dei piatti tipici della città è il Reuben sandwich, che contiene carne di maiale sotto sale, formaggio e salsa russa (un ricco contorno con ketchup, maionese e peperoncino).

## Infrastrutture e trasporti
Omaha è un importante snodo stradale del Midwest in quanto situata all'intersezione tra la Interstate 80 e la U.S. Route 75.

### Aeroporti
La città è servita dall'Aeroporto Eppley.